# 天神中央公園
天神中央公園（てんじんちゅうおうこうえん）は、福岡県福岡市中央区天神一丁目及び西中洲にある福岡県営の公園である。

## 概要
福岡市を代表する繁華街である天神の東端及び西中洲の北部にあって、福岡市役所の東側、アクロス福岡の南側及び東側に位置し、東側は那珂川支流の薬院新川を越えて西中洲に跨り、那珂川に面している。行政上の町名は中央区天神一丁目及び西中洲。
総面積約31,000m2の平坦な公園で、天神側の中央は広大な芝生の広場となっており、その周囲には木々が植えられている。北に隣接するアクロス福岡の南面が階段状に植栽が施されており、公園と一体化してランドスケープを形づくっている。この公園は天神地区のオフィスなどで働く人々のオアシスにもなっている。公園の南側には福岡県済生会福岡総合病院がある。
薬院新川を挟んだ西中洲側には福岡県公会堂貴賓館があり、福博であい橋（写真）で那珂川対岸の中洲と繋がる。
1981年（昭和56年）11月に移転した旧福岡県庁の跡地を整備し、1989年（平成元年）3月に完成した。都心部の空間を有効利用するため公園の地下には駐車場が設けられている。
公園南側の噴水広場そばには「福岡藩刑場跡」の碑がある。これは後藤基次が黒田長政から出奔したおり、基次昵懇の僧・空誉上人が長政（忠之とされることも）によって背中を裂かれ溶けた鉛を注がれ処刑されたことを供養するためのもの。
2011年（平成23年）3月27日より水上バス「福博みなとであい船」が福博であい橋付近より発着（詳細は那珂川 (九州)#水上バスを参照）。
2019年8月9日、Park-PFIによる西中洲エリアの再整備として、西日本鉄道により飲食施設「HARENO GARDEN EAST&WEST」がオープン。設計はyHa architects（平瀬有人＋平瀬祐子）。

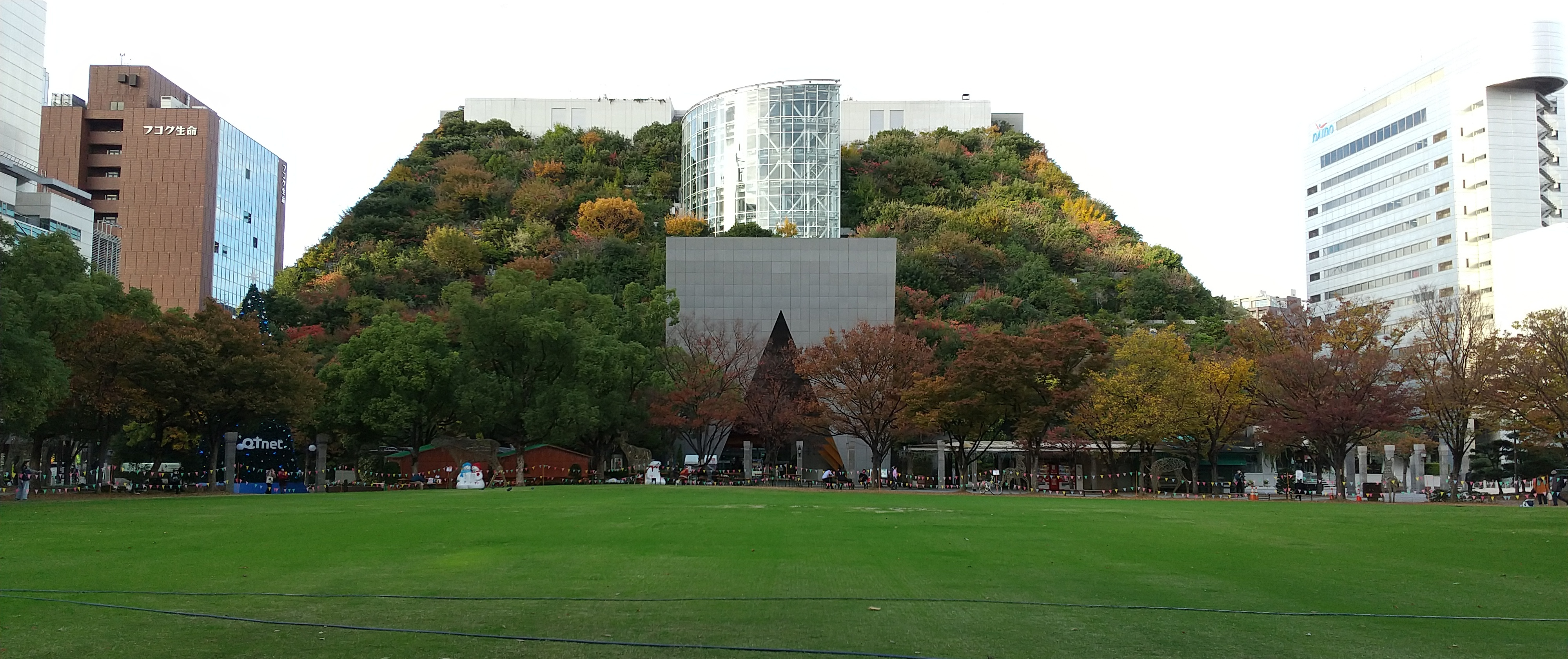
芝生広場とアクロス福岡（
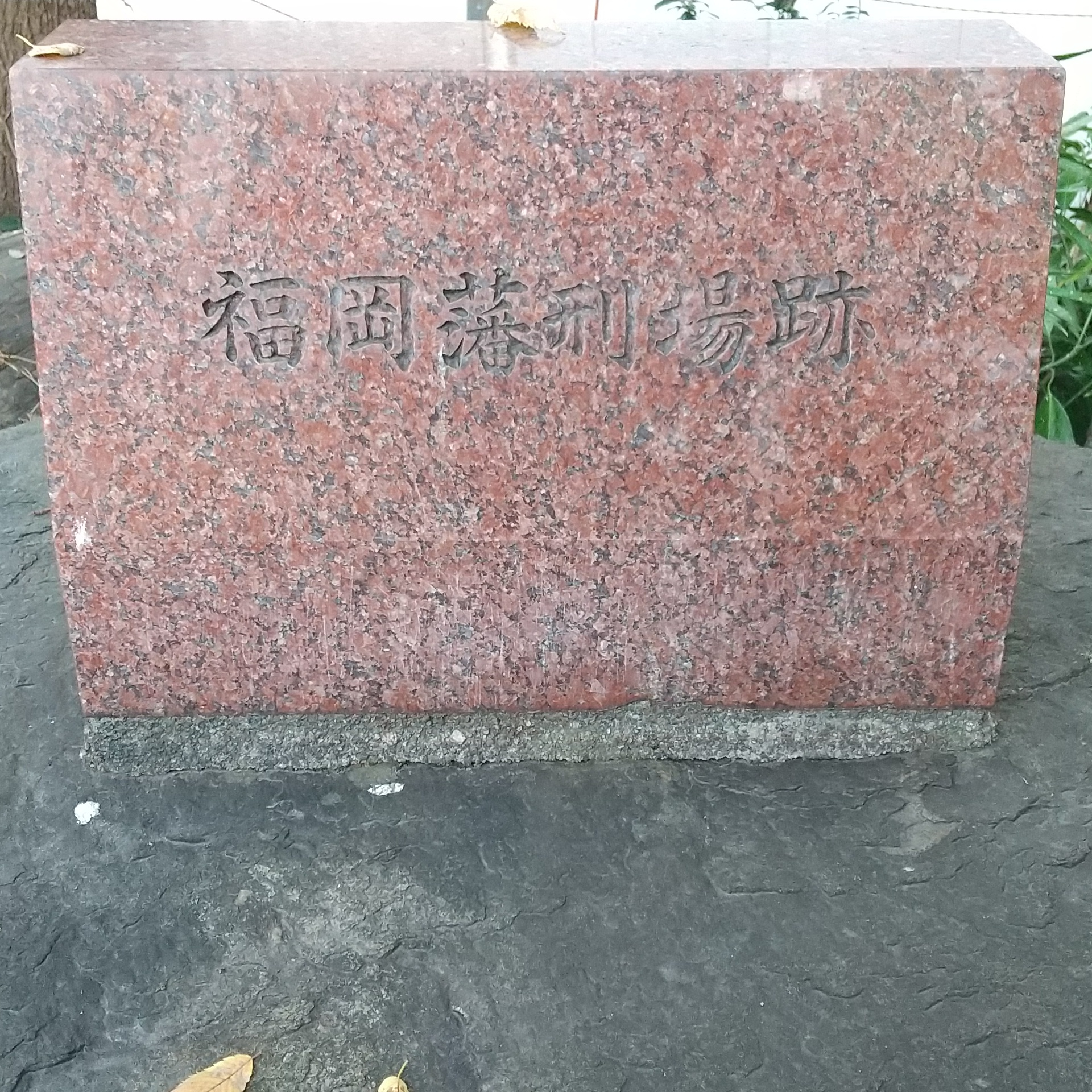
福岡藩刑場跡の石碑
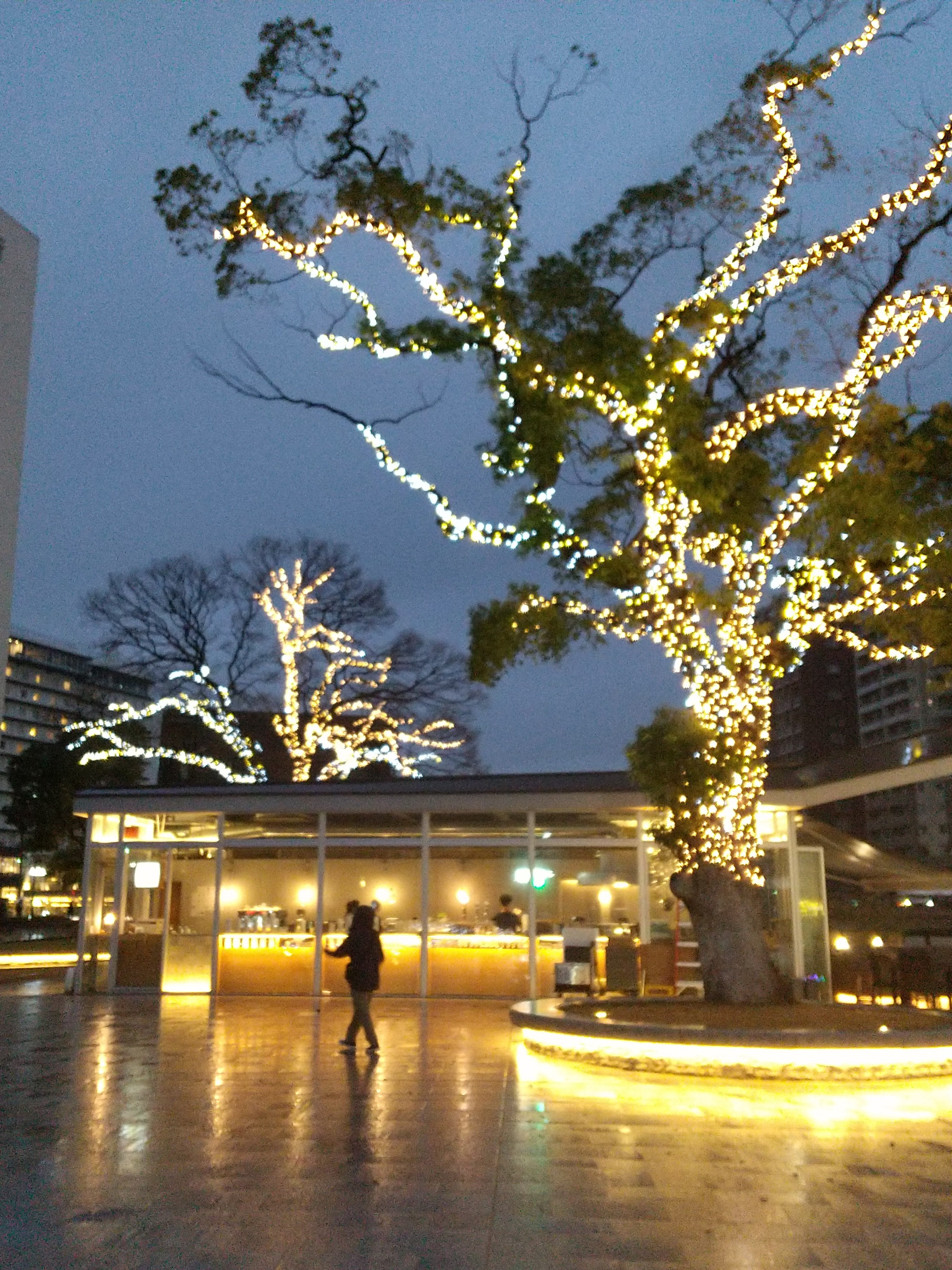
ハレノガーデン、HARENO GARDEN EAST

## 交通アクセス
- 西鉄天神大牟田線西鉄福岡（天神）駅より徒歩5分（530m）。
- 福岡市地下鉄空港線天神駅より徒歩7分（570m）。
- 福岡市地下鉄七隈線天神南駅より徒歩3分（280m）。